# 주청티라누스
주청티라누스(학명: Zhuchengtyrannus magnus)는 백악기 말기 중국에 서식한 티라노사우루스과 공룡이다. 주청티라누스라는 이름은 화석이 발견된 지역인 중국 산둥성 주청에서 따왔다. 같은 시기 몽골과 중국에서 서식한 타르보사우루스의 친척이며, 아시아에 서식한 수각류 중에서는 가장 큰 속에 속한다. 최대 몸길이는 10~11m에 최대 몸무게는 4.5~5t에 달했을 정도로 추정되고 있다.